# Pedro Rodríguez Ledesma
Pedro Eliezer Rodriguez Ledesma (Santa Cruz de Tenerife, 28. srpnja 1987.), poznatiji kao Pedro, španjolski je profesionalni nogometaš koji igra na poziciji napadača ili krila. Trenutačno igra za Lazio.

## Vanjske poveznice
- Pedro Rodríguez u UEFA-inim natjecanjima (arhivirane) (engl.)
- Profil, BDFutbol  (engl.)
- Profil, Soccerbase  (engl.)